# Майлен (Нью-Гемпшир)
Майлен (англ. Milan) — місто (англ. town) в США, в окрузі Коос штату Нью-Гемпшир. Населення — 1358 осіб (2020).

## Демографія
Згідно з переписом 2010 року, у місті мешкало 1337 осіб у 577 домогосподарствах у складі 403 родин. Було 809 помешкань
Расовий склад населення:
| - 98,8 % — білих - 0,4 % — корінних американців - 0,1 % — чорних або афроамериканців - 0,1 % — азіатів |

До двох чи більше рас належало 0,4 %. Частка іспаномовних становила 0,5 % від усіх жителів.
За віковим діапазоном населення розподілялося таким чином: 18,3 % — особи молодші 18 років, 67,9 % — особи у віці 18—64 років, 13,8 % — особи у віці 65 років та старші. Медіана віку мешканця становила 47,2 року. На 100 осіб жіночої статі у місті припадало 102,3 чоловіків;  на 100 жінок у віці від 18 років та старших — 104,1 чоловіків також старших 18 років.
Середній дохід на одне домашнє господарство  становив 62 024 долари США (медіана — 51 750), а середній дохід на одну сім'ю — 70 906 доларів (медіана — 66 389). Медіана доходів становила 41 818 доларів для чоловіків та 33 839 доларів для жінок. За межею бідності перебувало 10,6 % осіб, у тому числі 15,6 % дітей у віці до 18 років та 4,9 % осіб у віці 65 років та старших.
Цивільне працевлаштоване населення становило 713 осіб. Основні галузі зайнятості: освіта, охорона здоров'я та соціальна допомога — 25,7 %, публічна адміністрація — 14,2 %, роздрібна торгівля — 13,0 %.